# خارپشت اروپایی
خارپشت اروپایی (نام علمی: Erinaceus europaeus) نام یک گونه از زیرخانواده جوجه‌تیغی است. این جانور پراکندگی وسیعی در مناطق مختلف اروپا دارد و یکی از شناخته شده ترین گونه های جوجه تیغی ها است. همچنین این گونه بزرگ ترین و سنگین ترین گونه جوجه تیغی ها می باشد.